# Isla de Pascua (comuna)
Isla de Pascua (denominada Rapa Nui en la imagen institucional) es una comuna con régimen especial perteneciente a la provincia de Isla de Pascua en la Región de Valparaíso, Chile. Es la única comuna que pertenece a la provincia y agrupa geográficamente a Isla de Pascua (Rapa Nui) y la Isla Salas y Gómez. Su capital es el poblado de Hanga Roa, ubicado en la zona suroriental de la isla principal, donde se concentra la totalidad de la población.

## Administración
La Municipalidad de Isla de Pascua es dirigida por la alcaldesa Elizabeth Arévalo (Independiente) por el período 2024-2028. En tanto, el Concejo Municipal, cuya función es fiscalizadora, normativa y resolutiva, está conformado por:
- Pedro Edmunds Paoa
- Moiko Jara Pate
- Javiera Lira Hucke
- Ivonne Nahoe Zamora
- Simón Riroroko Campos
- Omar Veri Veri Durán

### Representación parlamentaria
A nivel parlamentario, la comuna pertenece al Distrito Electoral n.º 7 y a la VI Circunscripción Senatorial (Región de Valparaíso). Es representada en la Cámara de Diputados y Diputadas del Congreso Nacional por los diputados Hotuiti Teao (ind-EVOP), Tomás Lagomarsino (Ind-PR), Tomás De Rementería Venegas (Ind-PS), Camila Rojas (COM), Jorge Brito (RD), Luis Cuello (PCCh), Andrés Celis (RN) y Luis Sánchez (PRCh) en el periodo 2022-2026. a su vez que es representada en el Senado de Chile por los senadores Francisco Chahuán (RN), Kenneth Pugh (RN), Ricardo Lagos Weber (PPD), Isabel Allende (PS) y Juan Ignacio Latorre (RD).

## Hanga Roa

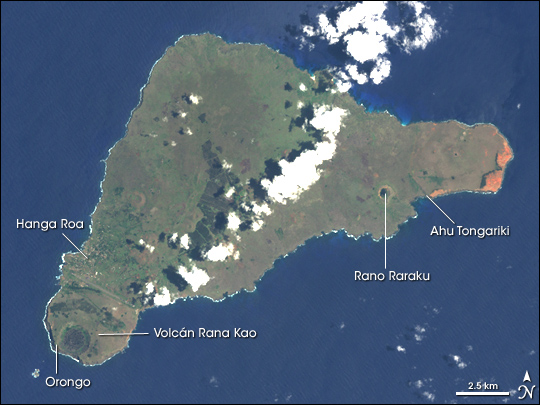
Vista aérea de la Isla de Pascua.

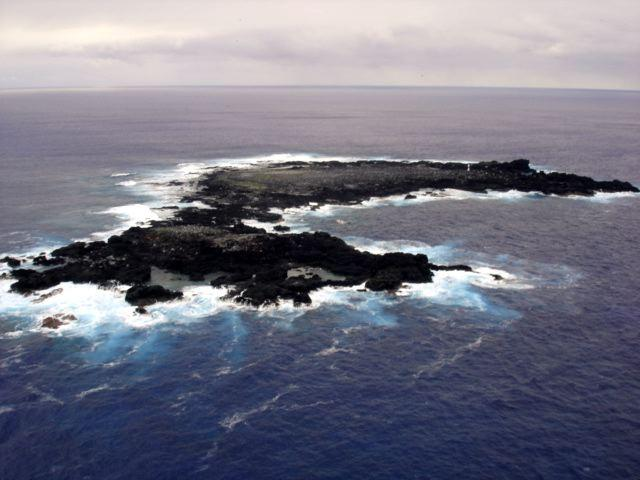
La Isla Salas y Gómez está deshabitada.

Capital de la Isla de Pascua, prácticamente la totalidad de los habitantes pertenecientes a esta comuna se localizan en este poblado ubicado al suroeste de la isla. Según el censo de 2002, la población de Hanga Roa era de 3791 habitantes, lo que supone más del 87% de la población total de la isla.
Posee una calle principal en dirección norte-sur, Avenida Policarpo Toro, en intersección con Te Pito Te Henua, donde se ubican los edificios públicos y el comercio. Hanga Roa también posee una hermosa caleta con un altar de moais. Posee hoteles y hospedajes, banco, hospital y farmacias, carabineros, restaurantes, y un variado y peculiar comercio.
Hanga Roa recibe prácticamente la totalidad de sus turistas a través del Aeropuerto Internacional Mataveri, al que llegan aviones de LATAM.
Playa Pea es una pequeña playa ubicada en el lado sur de la Caleta de Hanga Roa.

## Historia

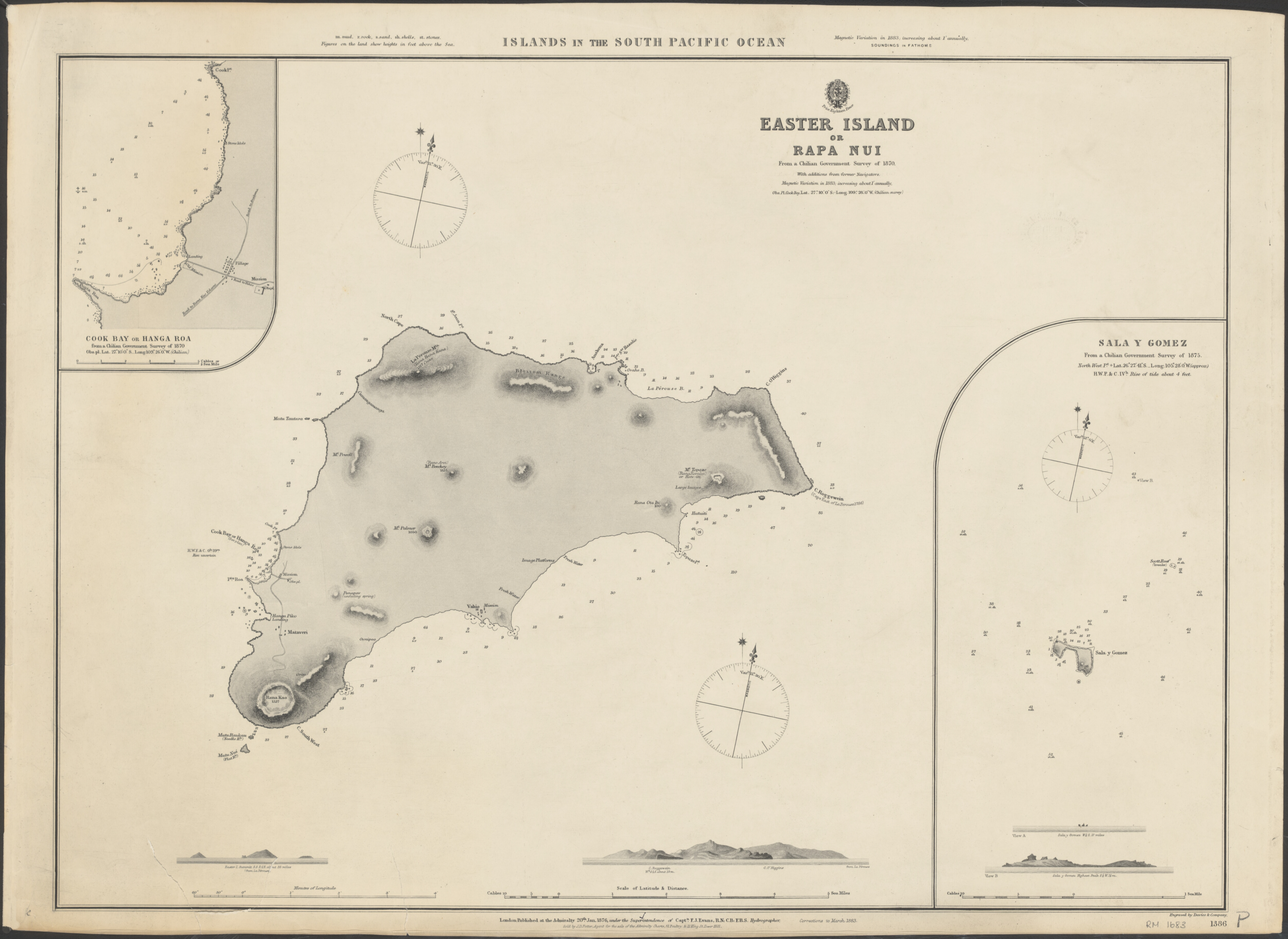
Mapa de la isla de Pascua y la Isla Salas y Gómez en 1870.

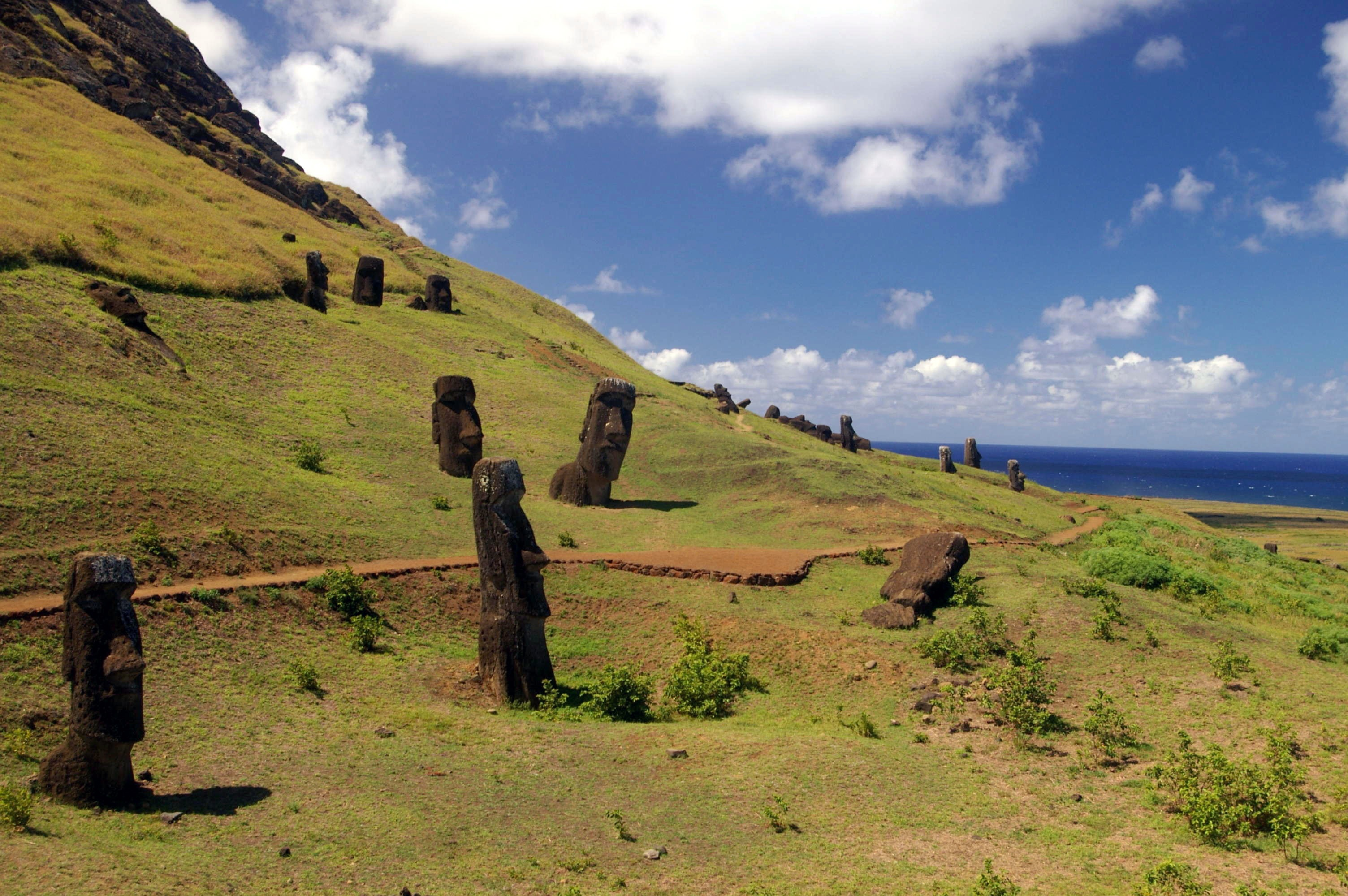
Moáis de la Isla de Pascua.

El gobierno del presidente Eduardo Frei Montalva aceptó buena parte de las demandas de los isleños, lográndose la aprobación en el Congreso de la Ley N.º 16.441 (conocida como "Ley Pascua"). Esta integró la isla a la organización territorial chilena de entonces, creando el departamento de Isla de Pascua, dependiente de la provincia de Valparaíso y la comuna. El primer alcalde fue electo y asumió en 1966 y fue Alfonso Rapu, quien dos años antes envió una carta al Presidente Frei influyendo para que creara la Ley Pascua.

## Servicios públicos
En lo que respecta a salud pública, el Hospital Hanga Roa es un establecimiento de salud que opera en la isla desde 1917 como una posta médica, siendo inauguradas en 2012 sus actuales dependencias.
En orden público y seguridad ciudadana, la 6.ª Comisaría Isla de Pascua es una unidad policial de Carabineros de Chile dependiente de la Prefectura de Valparaíso N.º 9. Adicionalmente, la Policía de Investigaciones de Chile (PDI) cuenta con una Brigada de Investigación Criminal, además de ser la responsable de los controles migratorios de ingreso y salida de la isla en su calidad de Territorio Especial.
El Cuerpo de Bomberos de Isla de Pascua fue fundado el 16 de agosto de 1972 y consta de una compañía que atiende a toda el área comunal.
El Centro Lector Santiago Katipare Pakarati Ranguitaki, fundado el 26 de abril de 2019, es una biblioteca pública y centro cultural de la comuna, el cual reemplazó a la antigua Biblioteca Municipal de Rapa Nui. Adicionalmente, la Biblioteca William Mulloy alberga la colección bibliográfica personal del antropólogo estadounidense especializado en asuntos de la etnia rapanui.

## Medios de comunicación

### Radioemisoras
FM
- 88.3 MHz - Radio ADN
- 88.9 MHz - Radio Manukena
- 89.5 MHz - Sin Señal
- 92.3 MHz - Radio He Re'o Ote
- 99.1 MHz - Radio Rapa Nui
- 99.9 MHz - Radio María Chile
- 104.3 MHz - Los 40
- 107.3 MHz - Radio Nuevo Tiempo

### Televisión
TDT
- 7.1 - TVN HD[8]
- 7.2 - NTV
- 7.31 - TVN One Seg
- 11.1 - Chilevisión HD
- 11.2 - UChile TV
- 11.31 - Chilevisión One Seg
- 13.1 - Mata O Te Rapa Nui

Canales de televisión en señal abierta digital (TVD) con dial definitivo (o en trámite legal de concesión), aunque sin iniciar las transmisiones en la ciudad, las cuales son:
- 9.1 - La Red
- 9.2 - La Red 2
- 9.31 - La Red One Seg

Nota: La señal Mata O Te Rapa Nui, finalizará sus transmisiones en televisión abierta, debido a una ley de televisión digital en donde inhabilitaba a los canales municipales a hacer una transición de canal desde el análogo a la señal digital. No obstante, el día 27 de septiembre de 2023, el Senado aprobó por unanimidad, el proyecto de ley que busca que la Municipalidad de Rapa Nui, pueda concursar por una concesión de TV Digital Terrestre, a la espera de que el presidente Gabriel Boric, promulgue la ley.
Por medio de cableoperadores, IPTV, y TV Satelital, se podrá sintonizar no solamente los canales nacionales restantes como Mega, Canal 13, TV+ y Telecanal, sino que también otros canales regionales, nacionales y extranjeros.